# Spada (sport)

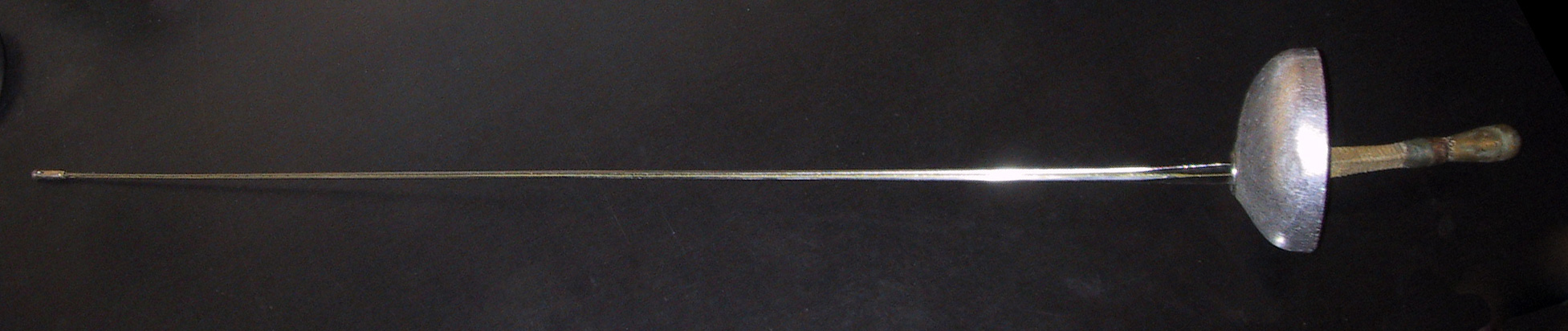
Spada

La spada nella scherma sportiva odierna è arma di sola punta, e non convenzionale.

## Descrizione dell'arma
Secondo il regolamento della Federazione internazionale di scherma, la spada deve essere fatta di un particolare tipo di acciaio estremamente flessibile, chiamato Maraging, studiato in modo da non presentare un troncone appuntito e tagliente in caso di un'eventuale rottura. Il peso non deve essere superiore a 770 grammi e la lunghezza a 110 cm.
La lama ha una sezione triangolare, gradualmente più grande dalla punta verso l'impugnatura; la parte superiore è scavata, per permettere di installarvi un filo elettrico.

La punta, tonda, presenta all'estremità un bottone, il quale serve per segnare che una stoccata è stata portata (vedi sotto). La coccia (la parte di alluminio che protegge la mano del tiratore) è semisferica.
L'impugnatura può essere di alcuni tipi. I più comuni sono: 
- Impugnatura francese (a forma di manico di scopa, leggermente ricurva o sagomata a S per agevolare la presa);
- Impugnatura anatomica (studiata appositamente per ottimizzare la presa e i movimenti della mano).

L'impugnatura anatomica permette di tenere la spada con maggior forza ed è usata dalla maggioranza dei tiratori; quella francese, al contrario, permette movimenti molto più ampi alla mano. Questo porta gli schermidori ad usare, di solito, due tattiche diverse, secondo l'impugnatura usata: gli "anatomici" adottano una scherma basata più sulle prese di ferro e le parate, mentre i "francesi" tendono ad evitare la lama dell'avversario con azioni apposite, come le cavazioni.
Le stoccate portate vengono segnalate dalla spada grazie alla chiusura di un circuito elettrico. Il filo che corre lungo la lama collega la punta ad una presa messa all'interno della coccia, di fianco all'impugnatura; ogni tiratore collega inoltre un secondo filo elettrico (il passante) alla presa di coccia e, dall'altra parte, a un rullo, a sua volta collegato con l'apparecchio segnastoccate. Quando la punta tocca una qualunque superficie, il bottone, schiacciandosi, chiude il circuito ed invia un segnale all'apparecchio, che accende una luce colorata dalla parte del tiratore che ha colpito.

La coccia, la lama, l'impugnatura e la pedana sono elettricamente collegate a massa in modo che solo i colpi sferrati sul corpo (isolato elettricamente) vengano segnalati.
Per evitare che le spade siano manomesse in modo da toccare con troppa facilità, prima di ogni incontro il presidente di giuria (l'arbitro) controlla che la corsa del bottone sia maggiore del limite stabilito dalla Federazione Internazionale (il controllo è fatto con uno spessore infilato tra il bottone e la punta) e che la spada regga un peso di 750 grammi senza che il bottone si schiacci e chiuda il circuito.

## Le regole del combattimento

In rosso le parti valide come bersaglio

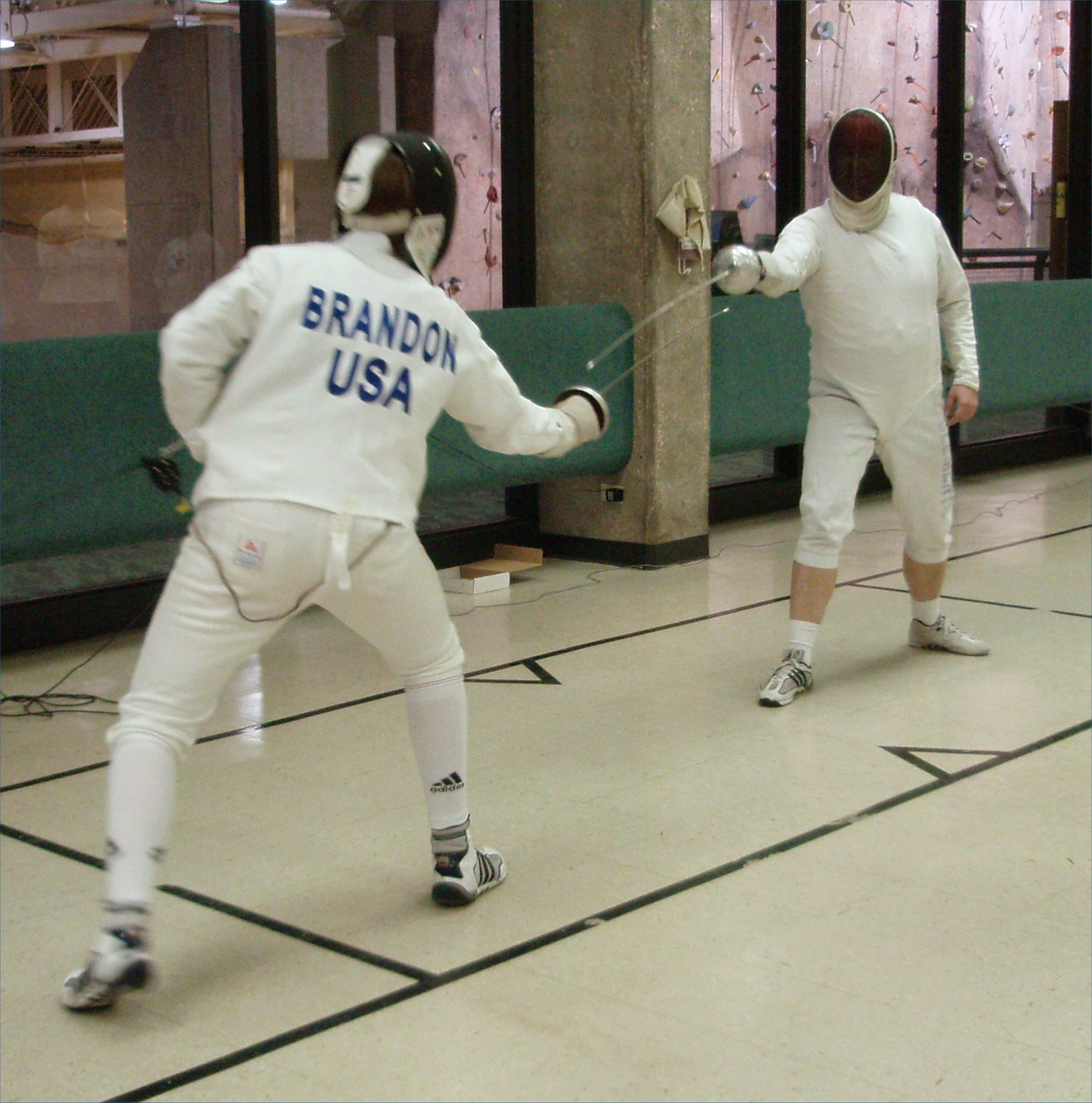

Il bersaglio della spada è tutto il corpo. Non esiste un diritto di priorità. Ciò significa che - a differenza che nel fioretto e nella sciabola - nella spada l'azione schermistica non è soggetta a ricostruzione dell'arbitro. In pratica, se i due atleti partono in attacco contemporaneamente e mettono entrambi la stoccata, viene dato un punto a tutti e due (questa regola è detta anche colpo doppio).
Assenza di convenzioni (per questo si parla di arma non convenzionale) e regola del colpo doppio fanno sì che la scherma sportiva di spada sia quella che più si avvicina alle reali condizioni di un duello: come nel duello ad ogni colpo portato a segno corrisponde una ferita, così nella spada ogni stoccata che arriva a bersaglio dà diritto ad un punto, senza che sull'esito pratico dell'azione schermistica si sovrapponga il giudizio dell'arbitro.
L'arbitro è dotato di 3 cartellini colorati: uno giallo, per segnalare un comportamento scorretto di uno dei due schermidori; uno rosso, che oltre a segnalare la reiterazione di un comportamento scorretto assegna una stoccata di penalità (un punto) all'avversario dello schermidore al quale è stata inflitta la sanzione; uno nero, che porta alla squalifica dello schermidore dalla competizione.
Il combattimento viene denominato Assalto e dura 3 minuti nelle fasi iniziali delle competizioni, dove la suddivisione degli assalti è definita in gironi all'italiana, mentre dura 9 minuti (3 tempi da 3 minuti) nella successiva fase di scontri diretti.

Gli assalti dei gironi sono portati al meglio delle 5 stoccate, ed in caso di parità allo scadere del tempo, viene sorteggiata tra i due contendenti la cosiddetta "priorità": se al termine dell'ulteriore minuto di tempo concesso dovesse persistere la parità, la vittoria verrà assegnata a colui che aveva avuto assegnata la priorità.

Gli assalti ad eliminazione diretta sono invece portati al meglio delle 15 stoccate (10 per le categorie Under14 e Master), vale anche per essi il discorso relativo al sorteggio della priorità nel caso di parità al termine del tempo regolamentare. 
LE GARE
Le gare di scherma si possono fare sia a squadre sia da soli e procedono così:
Si fa il girone 
poi si fanno le dirette(chi perde ha finito la gara)

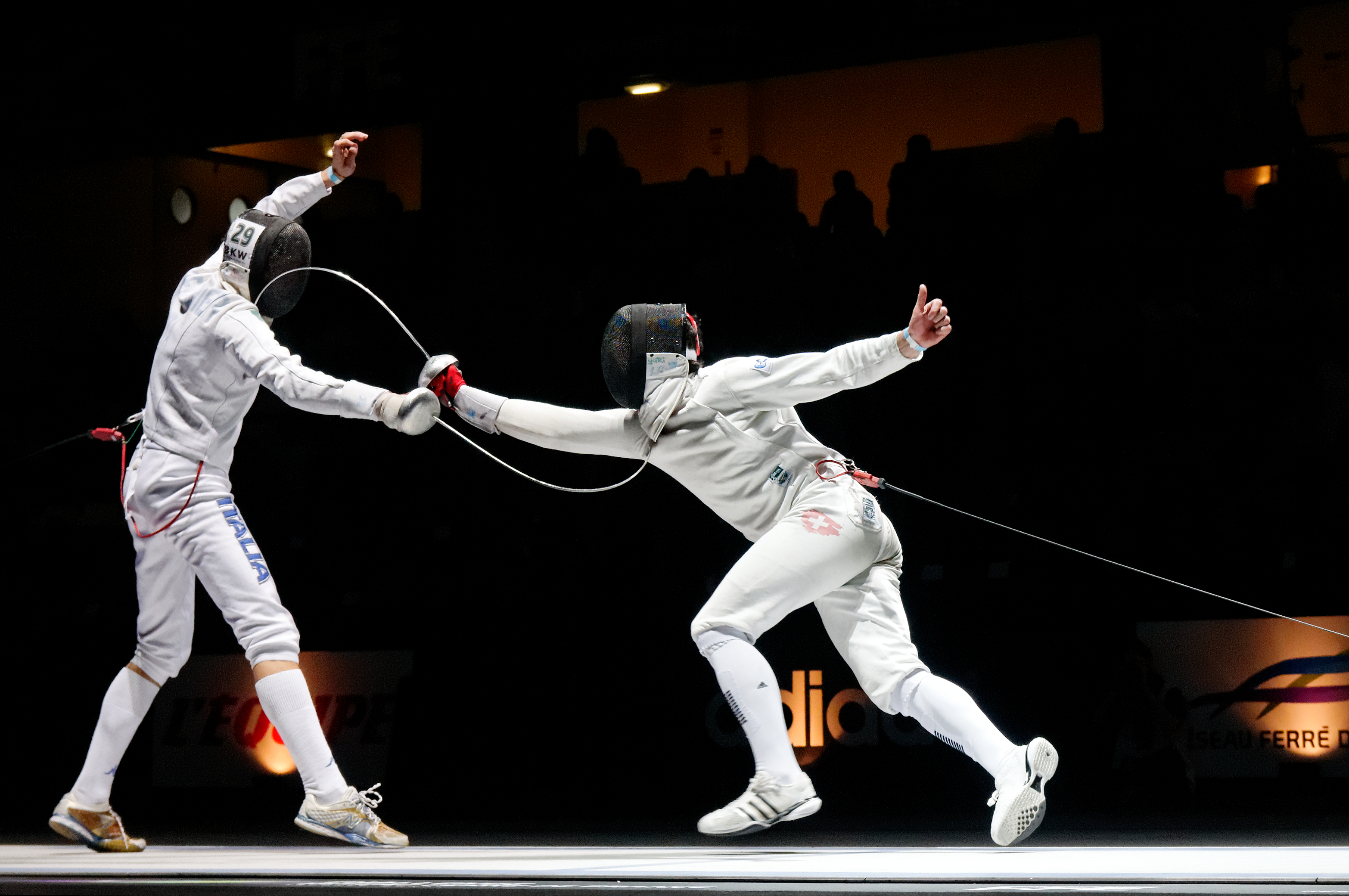
incontro

si assegnano le coppe ai primi 8 atleti vincitori